# Eucalanus muticus
Eucalanus muticus is een eenoogkreeftjessoort uit de familie van de Eucalanidae. De wetenschappelijke naam van de soort is voor het eerst geldig gepubliceerd in 1950 door Wilson C.B..